# Сергій Ріхтер
Сергій Ріхтер (23 квітня 1989 , Харків, Українська РСР ) — ізраїльський стрілець, чемпіон Європейських ігор та Європи.

## Життєпис
Народився 23 квітня 1989 року в Харкові. За національністю є євреєм. У дитинстві разом із сім'єю імігрував у Ізраїль, де вони поселилися у місті Реховот. Там він закінчив середню школу. Сергій готувався до служби в армії, тому в 2002 році почав займатися стрільбою. Кульовою стрільбою Ріхтер займається у клубі Маккабі Раанана. Його тренують Гай Старік та Євген Алейніков.
30 липня 2012 року відбувся дебют спортсмена на Олімпійських іграх. У стрільбі з пневматичної гвинтівки на 10 метрів був близьким до виходу у фінал, але посів 9-те місце у кваліфікації. 3 серпня змагався у стрільбі з гвинтівки лежачи на 50 метрів, але виступив невдало, посівши 44-те місце із 50-ти учасників.
У 2013 році став чемпіоном Європи у стрільбі з пневматичної гвинтівки на 10 метрів.
У 2015 році виступив на перших у істрії Європейських іграх, які відбулися у Баку. Там він виграв бронзову медаль у стрільбі з пневматичної гвинтівки на 10 метрів.
8 серпня 2016 року змагався на Олімпійських іграх у Ріо-де-Жанейро у стрільбі з пневматичної гвинтівки на 10 метрів. У кваліфікації він посів 14-те місце. 12 серпня змагався у стрільбі з гвинтівки лежачи на 50 метрів, але вийти у фінал йому не вдалося (15-те місце).
24 червня здобув одне з найважливіших досягнень у своїй кар'єрі. На Європейських іграх у Мінську він став чемпіоном у своїй профільній дисципліні (пневматична гвинтівка, 10 метрів).
У 2020 році виграв бронзу, а у 2021 срібло чемпіонату Європи (пневматична гвинтівка, 10 метрів).
25 липня 2021 виступив на Олімпійських іграх у стрільбі з пневматичної гвинтівки на 10 метрів. Кваліфікуватися у фінал йому не вдалося. Він посів 24-те місце із 47-ми учасників.

## Виступи на Олімпійських іграх
| Змагання                         | 2012   | 2016     | 2020     |
| -------------------------------- | ------ | -------- | -------- |
| пневматична гвинтівка, 10 метрів | 9 595  | 14 623.8 | 27 624.5 |
| гвинтівка лежачи, 50 метрів      | 44 587 | 15 622.6 | —        |